# Lorella Cuccarini
Lorella Cuccarini (Rim, 10. avgust 1965) je zelo priljubljena italijanska showgirl, televizijska voditeljica, igralka in pevka. Slika: 
1. ↑  Person Profile // Internet Movie Database — 1990.
2. ↑  Česko-Slovenská filmová databáze — 2001.